# Born to Die Tour
Born to Die Tour é a primeira turnê mundial da cantora americana Lana Del Rey para promover seu álbum de estreia Born to Die.

## Artistas de abertura
- Zebra Katz (7 de junho de 2012 para 10 de junho de 2012)[4]
- Oliver Tank (23 de julho de 2012 para 27 de julho de 2012)[5]

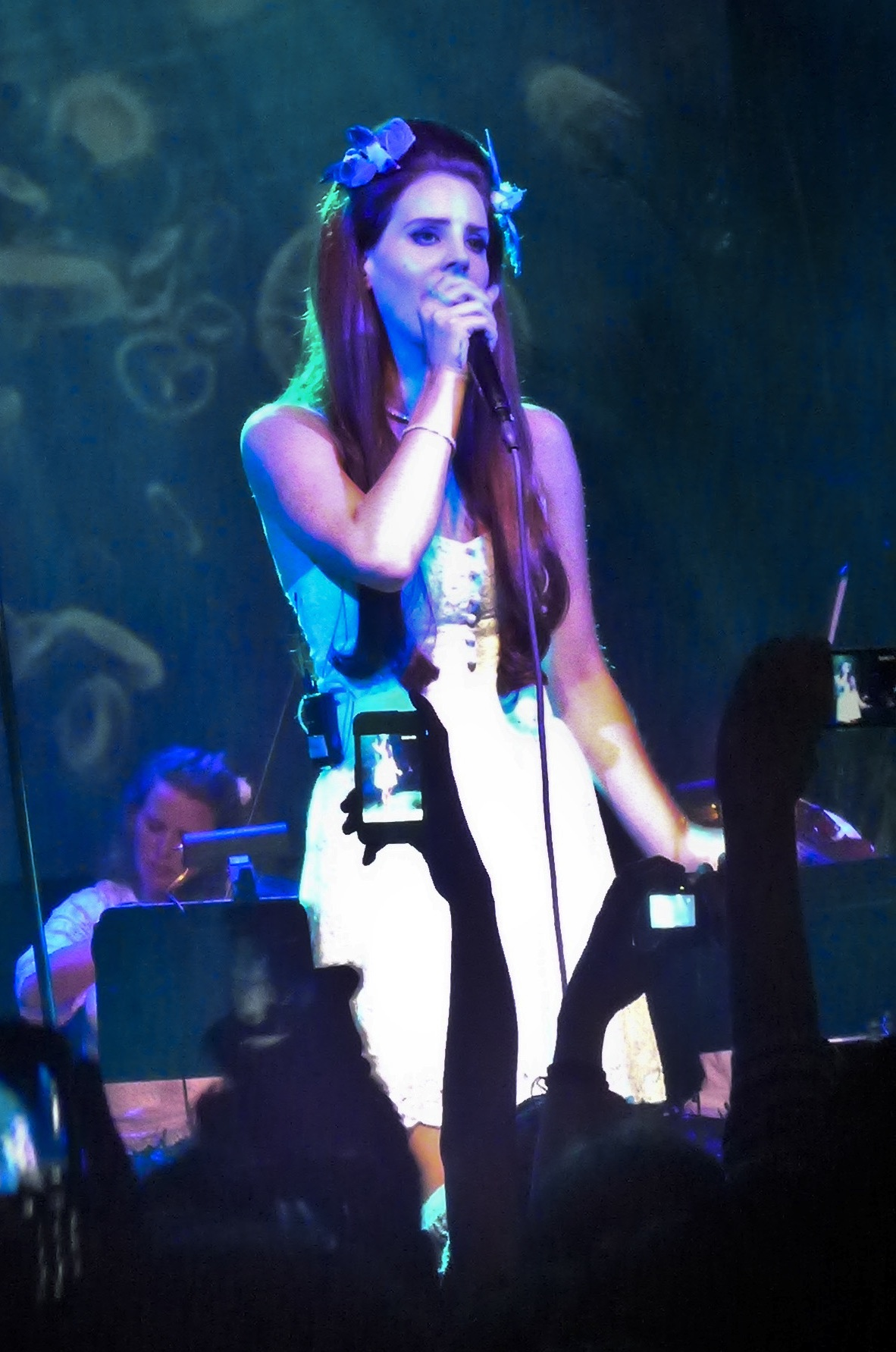
Lana Del Rey cantando "Body Electric" no Irving Plaza de Nova York, 2012.

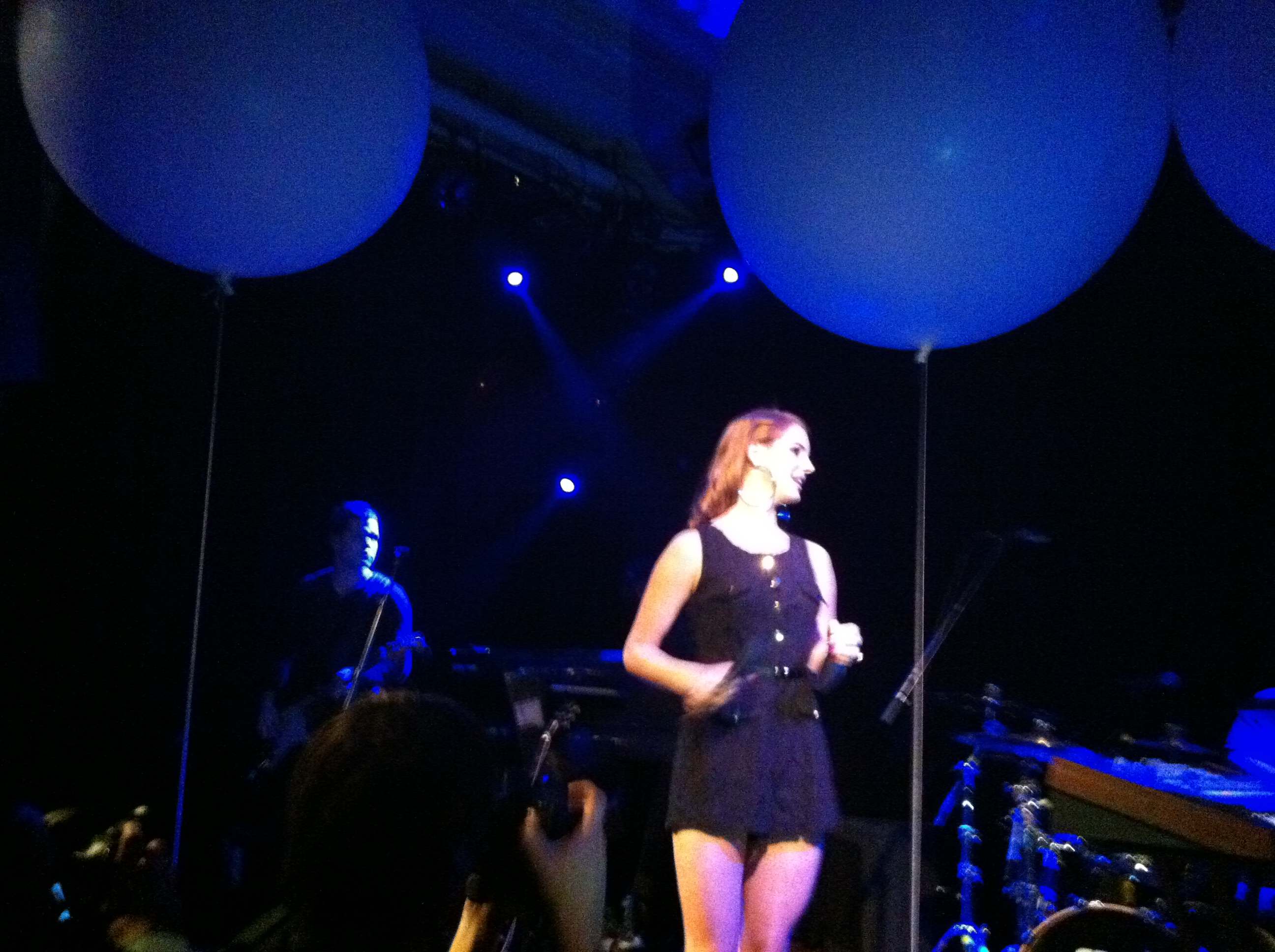
Lana Del Rey se apresentando no Paradiso Kleine Zaal, Holanda, 10 de novembro de 2011

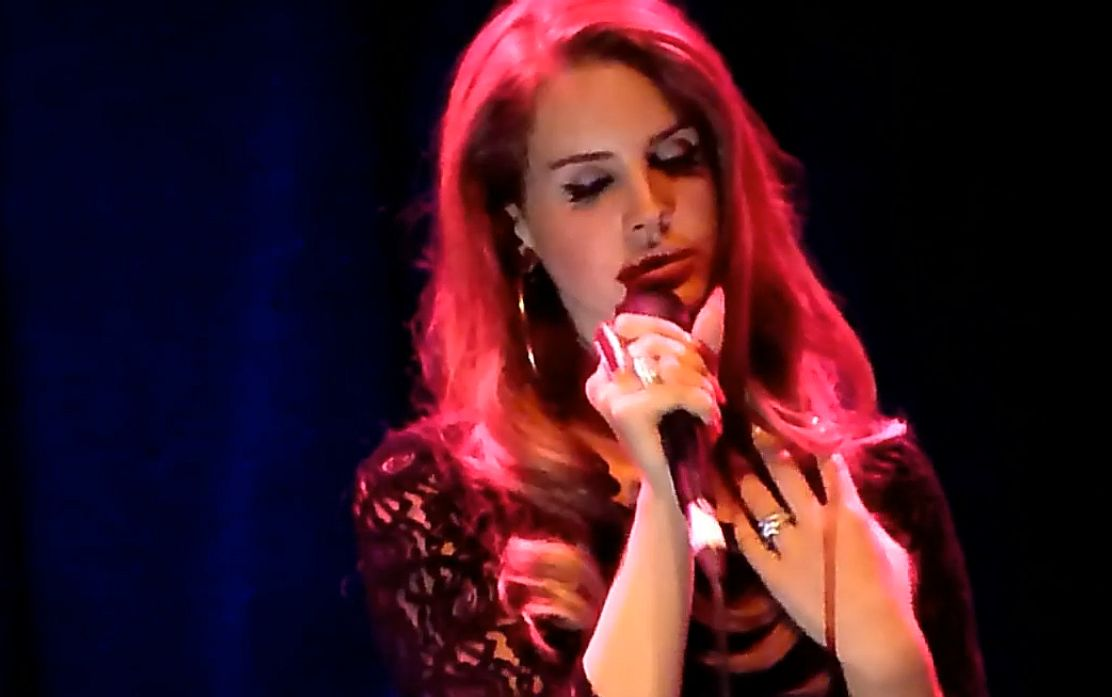
Lana Del Rey se apresentando no Gebäude 9, na Alemanha, 10 de novembro de 2011

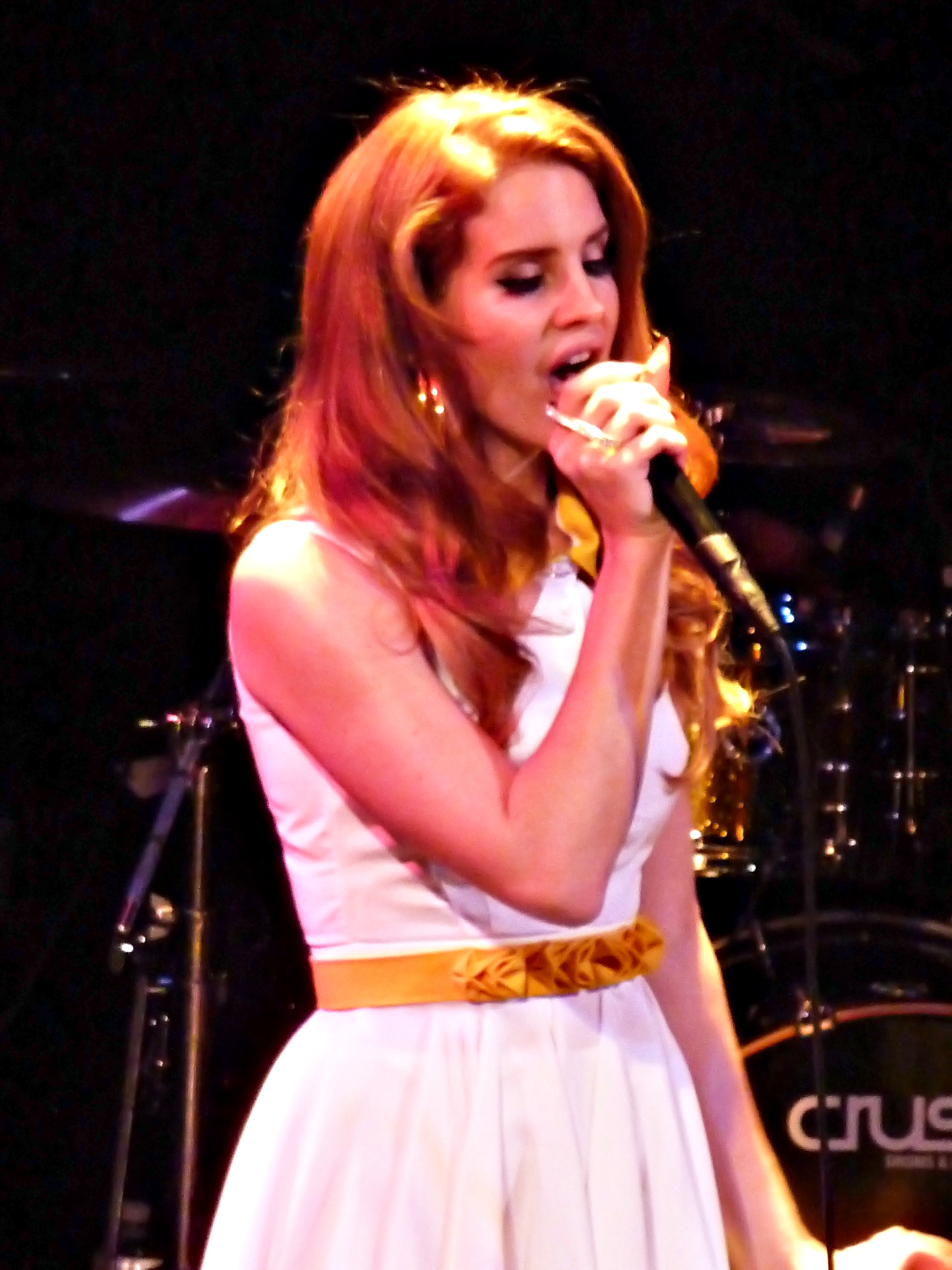
Lana Del Rey em concerto no Bowery Ballroom, em Nova York, 5 de dezembro de 2011.

## Repertório
Del Rey não utiliza uma lista permanente. A lista muda frequentemente, mas ela apresente as seguintes canções para cada um dos seus espectáculos.
- "Born to Die"
- "Video Games"
- "Without You"
- "Blue Jeans
- "Million Dollar Man"
- "Summertime Sadness"
- "Radio"
- "You Can Be The Boss"
- "Off to the Races"
- "Carmen"
- "Lolita"
- "National Anthem"
- "Body Electric"
- "Diet Mountain Dew" (somente na Virgin Mobile Mod Club no Canada em 30 de novembro de 2011, & The Troubadour 7 de dezembro de 2011)
- "Kinda Outta Luck" (somente na The Troubadour 7 de dezembro de 2011)

## Datas
| Data                   | Cidade          | País           | Local                                    |
| ---------------------- | --------------- | -------------- | ---------------------------------------- |
| America do Norte       |                 |                |                                          |
| 14 de setembro de 2011 | New York City   | Estados Unidos | Glasslands Gallery                       |
| 14 de outubro de 2011  | New York City   | Estados Unidos | Highline Ballroom                        |
| Europa                 |                 |                |                                          |
| 4 de Novembro de 2011  | Manchester      | Reino Unido    | The Ruby Lounge                          |
| 5 de novembro de 2011  | Glasgow         | Reino Unido    | Òran Mór                                 |
| 7 de novembro de 2011  | Paris           | França         | Nouveau Casino                           |
| 10 de novembro de 2011 | Amsterdam       | Holanda        | Paradiso Kleine Zaal                     |
| 12 de novembro de 2011 | Cologne         | Alemanha       | Gebäude 9                                |
| 14 de novembro de 2011 | Berlin          | Alemanha       | Volksbühne                               |
| 16 de novembro de 2011 | London          | Reino Unido    | Scala                                    |
| 17 de novembro de 2011 | Digbeth         | Reino Unido    | HMV Institute - The Libarary             |
| 23 de novembro de 2011 | Paris           | França         | L'Album de la Semaine                    |
| America do Norte       |                 |                |                                          |
| 30 de Novembro de 2011 | Toronto         | Canadá         | The Mod Club                             |
| 5 dezembro de 2011     | New York City   | Estados Unidos | The Bowery Ballroom                      |
| 7 de dezembro de 2011  | West Hollywood  | Estados Unidos | Troubadour                               |
| 7 de fevereiro de 2012 | Los Angeles     | Estados Unidos | Amoeba Music                             |
| 9 de fevereiro de 2012 | San Francisco   | Estados Unidos | Amoeba Music                             |
| 10 de março de 2012    | Seattle         | Estados Unidos | Easy Street Records, Queen Anne Location |
| Europa                 |                 | Estados Unidos |                                          |
| 10 de abril de 2012    | Londres         | Reino Unido    | Jazz Cafe                                |
| America do Norte       |                 |                |                                          |
| 3 de Junho de 2012     | Los Angeles     | Estados Unidos | El Rey Theatre                           |
| 4 de junho de 2012     | Los Angeles     | Estados Unidos | El Rey Theatre                           |
| 5 de junho de 2012     | Los Angeles     | Estados Unidos | El Rey Theatre                           |
| 7 de junho de 2012     | Nova York       | Estados Unidos | Irving Plaza                             |
| 8 de junho de 2012     | Nova York       | Estados Unidos | Irving Plaza                             |
| 10 de junho de 2012    | Nova York       | Estados Unidos | Irving Plaza                             |
| Europa                 |                 |                |                                          |
| 15 de junho de 2012    | Barcelona       | Espanha        | Sónar Festival Barcelona                 |
| 17 de junho de 2012    | London          | Reino Unido    | Lovebox Festival                         |
| 22 de junho de 2012    | Isle of Wight   | Reino Unido    | Isle of Wight Festival                   |
| 24 de junho de 2012    | Londres         | Reino Unido    | Radio 1's Hackney Weekend                |
| 27 de junho de 2012    | Tromøy          | Noruega        | Hove Festival                            |
| 29 de junho de 2012    | Werchter        | Bélgica        | Rock Werchter Festival                   |
| 1 de julho de 2012     | Belfort         | França         | Eurockéennes                             |
| 4 de julho de 2012     | Montreux        | Suíça          | Montreux Jazz Festival                   |
| 5 de julho de 2012     | Londres         | Reino Unido    | Chiswick House Festival                  |
| 6 de julho de 2012     | Sesimbra        | Portugal       | Super Bock Super Rock                    |
| 13 de julho de 2012    | Suffolk         | Reino Unido    | Latitude Festival                        |
| 15 de julho de 2012    | Gräfenhainichen | Alemanha       | Melt! Festival                           |
| Oceania                |                 |                |                                          |
| 21 de Julho de 2012    | Adelaide        | Australia      | Spin Off Festival                        |
| 23 de julho de 2012    | Melbourne       | Australia      | Palace Theatre                           |
| 24 de julho de 2012    | Melbourne       | Australia      | Palace Theatre                           |
| 26 de Julho de 2012    | Sydney          | Australia      | Enmore Theatre                           |
| 27 de julho de 2012    | Sydney          | Australia      | Enmore Theatre                           |
| 28 de julho de 2012    | Byron Bay       | Australia      | Splendour in the Grass                   |
| Europa                 |                 |                |                                          |
| 14 de setembro de 2012 | Varsóvia        | Polônia        | National Theatre, Warsaw                 |
| 25 de setembro de 2012 | Londres         | Inglaterra     | iTunes Festival,Camden                   |
| 6 de abril de 2013     | Hamburgo        | Alemanha       | O2 World                                 |
| 8 de abril de 2013     | Estocolmo       | Suécia         | Annexet                                  |
| 12 de abril de 2013    | Copenhague      | Dinamarca      | Falconer                                 |
| 15 de abril de 2013    | Berlim          | Alemanha       | Tempodrom                                |
| 17 de abril de 2013    | Düsseldorf      | Alemanha       | Eletric Halle                            |
| 20 de abril de 2013    | Frankfurt       | Alemanha       | Jahrhunderthalle                         |
| 25 de abril de 2013    | Munique         | Alemanha       | Zenith                                   |
| 27 de abril de 2013    | Paris           | França         | L'Olympia                                |
| 12 de maio de 2013     | Birmingham      | Reino Unido    | O2 Academy                               |
| 15 de maio de 2013     | Glasgow         | Reino Unido    | O2 Academy                               |
| 19 de maio de 2013     | Londres         | Reino Unido    | Hammersmith                              |
| 23 de maio de 2013     | Manchester      | Reino Unido    | Apollo                                   |
| 29 de maio de 2013     | Amsterdã        | Holanda        | Heineken Music Hall                      |
| 31 de maio de 2013     | Bruxelas        | Bélgica        | Vorst National                           |